# Bāqershahr
Bāqershahr (persiska: باقِرابادِ باقِرُف, باقِر آباد, باقر آباد باقراف, Bāqerābād-e Bāqerof, باقرشهر) är en ort i Iran.   Den ligger i provinsen Teheran, i den centrala delen av landet, 18 km söder om huvudstaden Teheran. Bāqershahr ligger 1 023 meter över havet och antalet invånare är 52 575.
Terrängen runt Bāqershahr är platt, och sluttar söderut.Runt Bāqershahr är det tätbefolkat, med 383 invånare per kvadratkilometer. Närmaste större samhälle är Teheran, 18,1 km norr om Bāqershahr. Trakten runt Bāqershahr består i huvudsak av gräsmarker.